# Патрік Зірка
Патрік Зірка (англ. Patrick Star) — один з головних персонажів американського мультсеріалу «Губка Боб Квадратні Штани», озвучений Біллом Фагербейком, а українською мовою озвучували і дублювали актори — Валерій Легін (двоголосе закадрове озвучення Нового каналу), Ярослав Чорненький (багатоголосе закадрове озвучення СТБ/QTV, 1-139, 143-145 серії) Євген Малуха (багатоголосе закадрове озвучення QTV, 140-142, 146-204 серії), Максим Кондратюк (дубляж ПлюсПлюс, крім 41 серії), Роман Чорний (дубляж ПлюсПлюс, 41 серія), Дмитро Терещук (двоголосе закадрове озвучення першого повнометражного фільму, Новий канал), Володимир Терещук (багатоголосе закадрове озвучення другого повнометражного фільму, К1), Сергій Солопай (дубляж другого повнометражного фільму і третього повнометражного фільму)

## Біографія
Патрік народився 1986 року в родині Маргарет та Херба Зірко. В якийсь момент, він сам навчився змінювати підгузки. В нього була сестра Сем, яка піклувалася про нього і згодом зникла, але повернулась. Він потоваришував із Губкою Бобом і познайомився з його батьками, вони разом закінчили школу, і він ходив на бал з мамою. Оселився по сусідству зі Скідвардом, бо батьки примусили його знайти собі житло. Він вчився в коледжі із Камбалою Флетсом, познайомився із Бабусею Губки Боба і  Сенді. Далі вже йдуть його пригоди у мультсеріалі. На початку серіалу йому було 13-14 років.

## Загальні відомості

### Місце проживання
Патрік - сусід Губки Боба та Сквідварда. Він живе на вулиці Коралловій 120, у місті Бікіні-Боттом, у Тихому океані. Патрік живе в норі під великим каменем неподалік від будинку Сквідварда, а меблі у нього зроблені з ущільненого морського дна (піску). Патрік має нижній поверх. В деяких серіях він прикріплюється до каменя і спить, у деяких спить у ліжку. У серії "Дім, милий ананас" він вкривається ним.

### Інтереси
Патрік не працює і витрачає більшу частину часу на сон або ігри з Губкою Бобом. Любить їсти, дивитися телевізор, пускати слину, дути мильні бульбашки, ловити медуз та дивитися шоу "Пригоди Морського Супермена та Причепи" із Губкою Бобом.

### Поведінка
Поведінка Патріка дитяча. Він насолоджується речами, які вважаються «дитячими», наприклад - льодяниками на паличці й домашнім печивом.

### Характер
Патрік дурнуватий, що робить його добрим, але іноді він може бути й злим. Він як щедрий, так і жадібний. Але головне, що навіть слава не потьмарює розум і не змушує забувати про друзів, проте він славу не дуже полюбляє.
«Я лише хочу, щоб усе було, як раніше, щоб я зміг поділитися одними штанами з моїм другом і це не потрапило у газету.» - Патрік у серії "Прощавай, крабсбургер?"

### Зовнішність
Патрік — товстувата п'ятипроменева морська зірка рожевого кольору, з одним зубом, який одразу можна побачити. Одягнений у зелені шорти з фіолетовими квітами. Чорні очі. У першому сезоні брови були рожевого кольору, в інших — чорного. Видно пупок на животі. У серії "Битва за Бікіні-Боттом" в нього на шкірі рожева куртка. Тіло Патріка є причиною для численних суперечок. Сам він багато разів заявляв, що позбавлений пальців, носа, і вух. У серії "Битва за Бікіні-Боттом" він вирощує ніс, щоб зробити Губку Боба брудніше, коли вони примудрилися посваритися через французьку війну за бруд і чистоту. У серії "Ніс не знає" у нього з'являється ніс, і герой починає відчувати запахи. Однак, неприємні запахи дуже дратують Патріка, внаслідок чого він приймається усувати їх. Таким чином, ніс Патріка доставив місту багато незручностей і до кінця серії герой повертається до свого початкового стану, виростивши собі вуха! У тій же серії у нього на нозі було по одному нігтю, отже у Патріка нога — це палець, а в серії "Bummer Vacation" і "Sun Bleached", коли у нього вже не було носа, в кінці серії у нього з'явилися вуха.
За словами творця серіалу Стівена Гілленберга, Патрік Зірко (як і більшість інших персонажів) створювався на основі декількох його знайомих. Одержаний персонаж — це образ тих людей, які примудряються втягувати своїх друзів в різноманітні неприємності. Мізків у Патріка мало, і все це призводить до ексцентричних ситуацій.

### Розумові здібності
На самому початку серіалу, Патрік - не дуже розумна морська зірка, але із кожною серією він дедалі більше ставав дурним , і це призвело до того, що у деяких серіях він не може читати та писати. Патрік — невизнаний геній, часто він є філософом і допомагає Губці Бобу у його справах. Патрік, не дивлячись на крихітний мозок зміг здати на водійське посвідчення. В серії "Патрік Розумні Штани", Губка Боб вставив йому не ту голову, і він став генієм. Спочатку це всім сподобалося, але потім вони були сердиті на Патріка, і в нього не залишилося друзів. В Патріка вистачило мізків, щоб створити свою власну гру.

## Родина
Мати та Батько Патріка вперше показуються у серії "Я товаришую з дурнем". Але Патрік сплутав їх, а справжні батьки були на нього схожі. Мати звати Мергі, а тата Херб. У другому сезоні Патрік каже, що у нього немає сестри, але у серії "Велика сестра Сем" вона приїжджає до Патріка. Гері — кузен Патріка, як виявилося у серії "Влада ідіотів".
У мультфільмі "Шоу Патріка Стара" у нього з'являється сестра Сквідіна

## Стосунки

### Губка Боб Квадратні Штани
Губка Боб та Патрік товаришують або з народження, або з 4 років. Вони найкращі друзі у світі й назавжди. У них багато спільних інтересів. Але інколи вони сваряться, проте, це не надовго. Також вони сусіди.

### Гері Равлик
Патрік та Гері - кузени та дуже добре товаришують.

### Сквідвард Щупальці
Сквідвард і Патрік - сусіди. Сквідвард ненавидить Губку Боба і Патріка, але Губка Боб та Патрік вважають Сквідварда найкращим другом. Губка Боб та Патрік дратують Сквідварда.

### Сенді Чікс
Патрік та Сенді переважно товаришують, але в них бувають конфлікти.

### Юджин Крабс
Патрік іноді працює на Крабса, або разом із Губкою Бобом беруть участь у його авантюрах. Іноді Крабс не любить Патріка через те, що він не завжди приносить гроші на крабсбургери (крабові петі).

### Шелдон Планктон
Патрік здебільшого не любить Планктона, але інколи працює на нього.

### Пані Пафф
Пані Пафф знає Патріка і не любить його. Патрік вчився разом із Губкою Бобом у її школі, але йому не сподобалося. Патрік одного разу склав іспит у Пані Пафф, а також допомагав Губці Бобу скласти іспит нечесним шляхом. Також, Губка Боб та Патрік витягали її з в'язниці. Патрік думає, що Пані Пафф товста, та Пані Пафф думає, що Патрік товстий.

### Перл Крабс
Перл не любить Патріка, через його тупість.

### Карен Планктон
Карен та Патрік майже не взаємодіють.